# شهرک چهارچشمه (مشهد)
چهارچشمه محله‌ای در شهر مشهد است که در قدیم روستایی با این نام بوده است.
نام این محله از روستایی که قدیم در این منطقه بوده برگرفته شده است.
این منطقه که مشرف به کوه است و از جمله نقاط مرتفع‌تر شهر مشهد است در منطقه جنوب غرب مشهد واقع شده است و کوه‌های موجود در این منطقه و مرتفع بودن شرایط سردی در زمستان برای این منطقه نسبت به سایر نقاط شهر پدیدآورده است.
این منطقه با یکی از پر رفت و آمدترین بولوارهای شهر مشهد یعنی بولوار پیروزی و هچنین بزرگراه وکیل‌آباد با سایر نقاط شهر در ارتباط است.
در این محله و به خصوص در مناطق شمالی با توجه به طبیعت زیبا و ساخت‌وسازهای جدید با اشکال مختلف صحنه‌ای زیبا از تقابل طبیعت و ساختمان‌ها را نشان می‌دهد.
مردم در این منطقه می‌توانند نیازهای خود را از طریق بازار روزهای موجود در منطقه فراهم کنند. همچنین مجتمع فرهنگی و مجموعه سینماهای پیروزی نیز به عنوان یکی از مناطق رفاهی این منطقه است.
پارک زیبا اما کوچک ایزدی نیز نیاز مردم منطقه را به فضای سبز با کمک پارک‌های محله برطرف کرده است.